# Hansel Robles
Hansel Manuel Robles (* 13. August 1990) ist ein professioneller dominikanischer Baseballspieler auf der Position des Pitchers. Er spielt für die Boston Red Sox in der Major League Baseball (MLB). Zuvor spielte in dieser Liga bereits bei den New York Mets, den Los Angeles Angels und den Minnesota Twins. Bei einer Größe von 1,83 m wiegt er ca. 99 kg und wirft und schlägt rechts.

## Karriere

### New York Mets
Robles unterzeichnete im August 2008 als internationaler Free Agent. Robles spielte in den Minors für die Dominican Summer League Mets, Kingsport Mets, Brooklyn Cyclones, Gulf Coast League Mets, St. Lucie Mets, Binghamton Mets und die Las Vegas 51s.

#### 2015

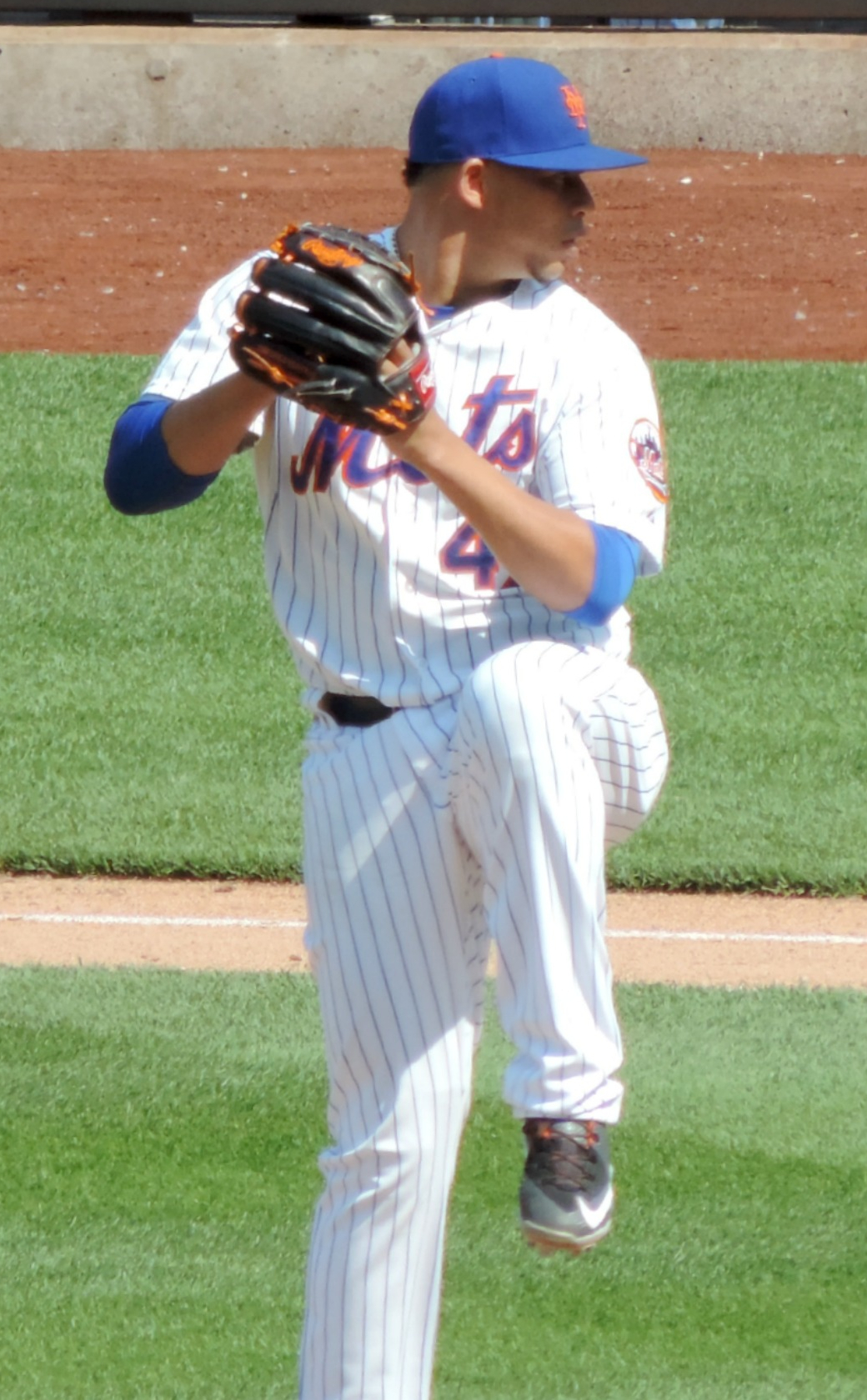
Robles im Trikot der New York Mets im Jahr 2015

Die Mets nahmen Robles am 20. November 2014 in ihren 40-Mann-Kader auf. Die Mets beförderten ihn am 20. April 2015 zum ersten Mal in die Major Leagues, um den damals verletzten Reliever Jerry Blevins zu ersetzen.
Sein Debüt in der Major League gab er am 24. April gegen den Lokalrivalen New York Yankees in einem Interleague-Spiel. Er kam im siebten Inning ins Spiel, gab einen Hit an Alex Rodriguez ab, der dazu führte, dass alle Bases besetzt wurden (sog. ‚bases loaded‘), konnte aber dann gegen Mark Teixeira durch einen hoch geschlagenen, leicht fangbaren Ball (‚pop out‘) und Brian McCann und Carlos Beltrán durch Strikeouts auswerfen, um das Inning zu beenden.
Am 2. Oktober warf Robles im Spiel gegen die Philadelphia Phillies einen ‚quick pitch‘ (ein nicht regelkonformer Wurf, bei dem der Ball geworfen wird, bevor sich der Schlagmann regelgerecht in der sog. ‚Batter's Box‘ befindet) in die Nähe des Kopfes von Schlagmann Cameron Rupp. Daraufhin kam es zwar zu Tumulten zwischen beiden Mannschaften, aber zu keinen wirklichen Handgreiflichkeiten. Da zuvor im Spiel bereits Batter durch Pitches getroffen worden und beide Teams diesbezüglich bereits verwarnt waren, wurde Robles von Umpire Bob Davidson sofort des Feldes verwiesen. Infolge des Vorfalls wurde Robles von der Major League Baseball für drei Spiele gesperrt und mit einer Geldstrafe in nicht genannter Höhe belegt. Er legte gegen die Sperre Berufung ein und durfte für den Rest der Saison weiterspielen. Als die Mets die Playoffs erreichten, stand Robles bis zu den World Series 2015 im Kader der Mets. Nach Abschluss des Berufungsverfahrens wurde die Sperre in das Jahr 2016 übertragen.
Robles trat in der Division Series gegen die Los Angeles Dodgers im zweiten Spiel im achten Inning auf und erzielte zwei Strikeouts. In der World Series gegen die Kansas City Royals kam er in Spiel zwei am Ende des sechsten Innings zum Einsatz, wobei er drei Schlagmänner ausschaltete, denen er gegenüberstand. Auch im vierten Spiel kam er oben im neunten Inning zum Einsatz und erzielte drei Outs, davon zwei Strikeouts.
Robles beendete die Saison mit einer Bilanz von 4-3, einem Earned Run Average (ERA) von 3,67 in 57 Spielen, 54 Innings, einem WHIP von 1,019 und 61 Strikeouts, während er 37 Hits, 27 Runs (22 davon verdient), 8 Homeruns und 18 Walks zuließ.

#### 2016

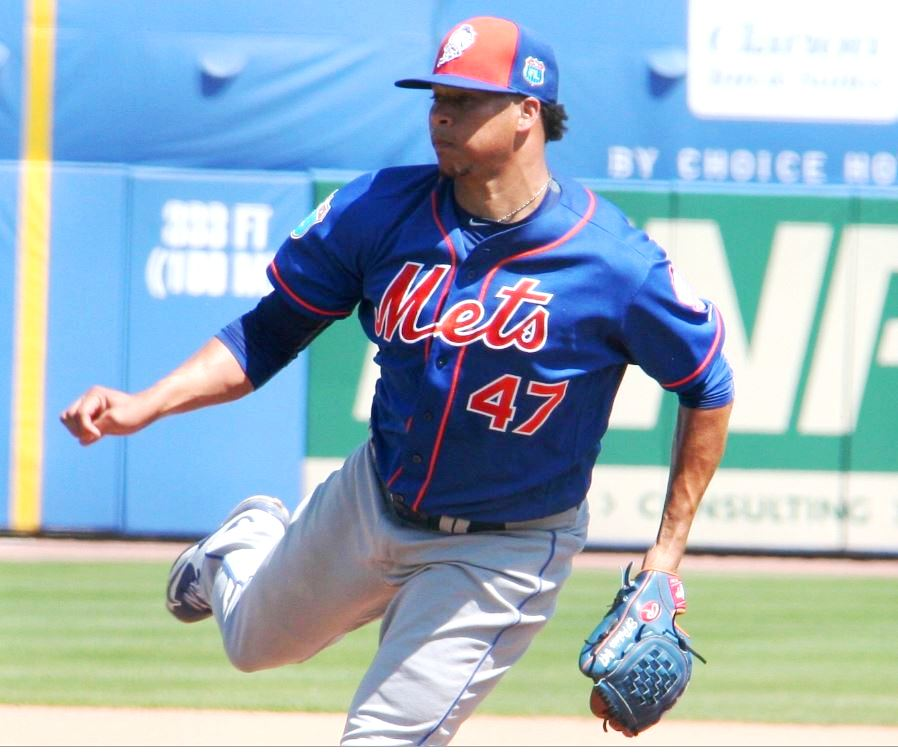
Robles bei den Mets im Jahr 2016

Robles stand aufgrund seiner Sperre nicht im Kader der Mets für den Eröffnungstag, kam aber zum Heimspiel gegen die Philadelphia Phillies. Am 23. September erzielte Robles im Citi Field seinen ersten Save in seiner Karriere, nachdem er im siebten Inning des Spiels einsprang und ein die Partie ohne weitere Hits beendete.

#### 2017
Im Jahr 2017 zeigte Robles keine guten Leistungen. Vor Beginn des Sommers wurde er nach Triple-A degradiert, wo er fast zwei Monate verbrachte, bevor er zu den Mets zurückkehrte. In der Major League stieg seine Walk-Rate in der zweiten Saison in Folge und seine Homerun-Rate verdoppelte sich fast.

#### 2018
Am 12. Januar einigten sich Robles und die Mets auf einen Vertrag in Höhe von 900.000 Dollar, um ein Schiedsverfahren (sog. arbitration) zu vermeiden. Robles begann die Saison in Triple-A, wurde aber am 3. April befördert, als Anthony Swarzak mit einer Oberschenkelzerrung auf die Verletztenliste gesetzt wurde. Später im Monat wurde er zunächst zurückversetzt und am 5. Mai wieder in die Mannschaft berufen. Robles wurde am 22. Juni auf die Warteliste zur weiteren Verwendung gesetzt (sog. designated for assignment oder abgekürzt DFA). Bei den Mets erzielte er 2018 in 16 Relief-Einsätzen eine 2-2-Bilanz mit einem ERA von 5,03, wobei er in 19 2⁄3 Innings 23 Schläger ausschaltete.

### Los Angeles Angels
Am 23. Juni 2018 wurde Robles von den Los Angeles Angels aus dem Wartestand zurückgeholt. Bei den Angels erzielte er 2018 in 37 Relief-Einsätzen eine Bilanz von 0-1 mit 2 Saves und einem ERA von 2,97, wobei er in 36 1⁄3 Innings 36 Schlagmänner ausschaltete. Robles’ Erfolg bei den Angels setzte sich auch in der Saison 2019 fort, als er in 71 Einsätzen einen ERA von 2,48 erzielte. Er fungierte auch als Closer und verzeichnete 23 Saves in 72 2⁄3 Innings. Am 2. Dezember wurde Robles’ Vertrag von den Angels nicht verlängert und er wurde in die Free Agency entlassen.

### Minnesota Twins
Am 29. Dezember 2020 unterzeichnete Robles einen Vertrag über ein Jahr und 2 Millionen Dollar mit den Minnesota Twins. Bis Juli 2021 bestritt Robles 45 Spiele für die Twins, alle als Relief, und erzielte dabei eine Bilanz von 3:4 mit einem ERA von 4,91 und 43 Strikeouts in 44 Innings.

### Boston Red Sox
Am 30. Juli 2021 wurde Robles im Tausch gegen den Minor-League-Pitcher Alex Scherff an die Boston Red Sox verkauft. Robles erzielte seinen ersten Save für die Red Sox am 24. August gegen die Twins. Während der regulären Saison kam Robles in 27 Einsätzen für Boston zum Einsatz und erzielte dabei eine Bilanz von 0-1 mit einem ERA von 3,60 und vier Saves, wobei er in 25 Innings 33 Schläger ausschaltete. In der Nachsaison kam er sechs Mal zum Einsatz und ließ in 5 1⁄3 Innings vier Runs (drei davon verdient) zu, als die Red Sox die American League Championship Series erreichten. Am 3. November entschied sich Robles, wieder Free Agent zu werden. Am 19. März 2022 unterschrieb Robles erneut bei den Red Sox mit einem Minor-League-Vertrag und einer Einladung zum Frühjahrstraining.